# Xiong Shiqi
Xiong Shiqi, född 9 mars 2004, är en friidrottare från Kina. Hon deltog vid olympiska sommarspelen 2024.